# Karl af Geijerstam
Karl Johan af Geijerstam, född 14 augusti 1860 på Jönsarbo herrgård i Heds församling i Västmanlands län, död 9 februari 1899 i Stockholm, var en svensk författare och ingenjör. 
Karl av Geijerstam var son till rektor Gösta af Geijerstam och Alma Möller samt bror till författaren Gustaf af Geijerstam. Han blev byråingenjör vid Patentbyrån 1896. Han var tidigt i sitt liv religiöst kristet intresserad, men kom senare att dras med i den sociala reformrörelsen och fick en mer naturvetenskapligt färgad livsåskådning. Förändringen visas i hans skrifter mot teosofin: Hypnotism och religion (1890), Modern vidskepelse (1892), Den afslöjade Isis (1897), samt Om naturvetenskapernas betydelse för världsåskådningen (1897). I den efterlämnade Om lifvet som mysterium, som trycktes och utgavs av Ellen Key i hans Efterlämnade skrifter (1899), visas ett nytt närmande till en mer mystisk livssyn.
Han gifte sig 1888 med Matti Benedictsson (1865–1952) och fick tre barn: civilingenjören Torsten af Geijerstam (1889–1925), bokhandlaren Gunnar af Geijerstam (1895–1925) och tjänstemannen Karl J af Geijerstam (1899–1958). Han var också farfar till författaren Gunnel Linde.

## Översättningar (urval)
- Arabella Buckley: Vetenskapens sagoland: en bok för de vetgirige (The fairy-land of science) (översatt tillsammans med Hellen Lindgren, Hökerberg, 1886) Fulltext
- John Law (pseud. för Margaret Harkness): Utan arbete (Out of work) (Geber, 1889)
- Gustav Stutzer: Från Syd-Brasilien: skildringar (Beijer, 1891)
- Heinrich Oscar Günther Ellinger: Naturen och dess krafter: populär fysik (översatt tillsammans med Erik Stridsberg, 1898-1899)